# Siciliaans (taal)
Het Siciliaans (Lu Sicilianu, Lingua Siciliana) is een Romaanse streektaal die gesproken wordt op het Zuid-Italiaanse eiland Sicilië, Zuid-Calabrië en Salento in Zuid-Apulië.

## Voorbeelden van de geschreven taal

### Lu Patri Nostru (Onzevader)
| Siciliano (Sicilië)                           | Calabro-siciliaans (Zuid-Calabrië)           | Salentino (Zuid-Apulië, aan Lecce)            |
| --------------------------------------------- | -------------------------------------------- | --------------------------------------------- |
| Patri nostru, chi siti 'n celu,               | Patri nostru ca siti 'nto celu               | Sire nesciu ca stai an cielu                  |
| Sia santificatu lu vostru nomu,               | Fussi santificatu u nomu vostru              | Cu'bbessa santificatu lu nume tou             |
| Vinissi prestu lu vostru regnu,               | Venissi prestu lu regnu vostru               | Cu'bbegna 'mprima lu regnu tou                |
| Sempri sia fatta la vostra Divina Vuluntati   | Fussi sempri faciùta a Vuluntà Vostra        | Cu'bbessa sempre fatta la Vuluntate toa       |
| Comu 'n celu accussì 'n terra.                | Comu 'ndo celu cusì 'nta terra               | Comu an cielu cussì an terra                  |
| Dàtinillu sta jurnata lu panuzzu cutiddianu   | Ratandìllu sta jurnata u pani quotidianu     | Dànnilu osce lu pane quotidianu nesciu        |
| E pirdunàtini li nostri piccati               | E pirdunatindi i nostri piccati              | E perdunanni li peccati nesci                 |
| Accussì comu nui li rimintemu ê nostri nimici | Cusì comu nui i rimentimu ê nemici nostri    | Cussì comu nui li rimentimu a li nemici nesci |
| E nun ni lassati cascari ntâ tintazzioni,     | E non 'ndi rassàti mi carimu ntâ tentazzioni | E nu' lassare cu cadimu 'n tentazzione        |
| ma scanzàtini dû mali.                        | ma levatindi r'avanzi u mali.                | ma 'lléandenni te lu male.                    |
| Amen.                                         | Amen.                                        | Amen.                                         |

### Uittreksel vanAntoniu Venezianu

#### Celia, Lib. 2
(~1575)
Non è xhiamma ordinaria, no, la mia
è xhiamma chi sul'iu tegnu e rizettu,
xhiamma pura e celesti, ch'ardi 'n mia;
per gran misteriu e cu stupendu effettu.
Amuri, 'ntentu a fari idulatria,
s'ha novamenti sazerdoti elettu;
tu, sculpita 'ntra st'alma, sì la dia;
sacrifiziu lu cori, ara stu pettu.

### Uittreksel vanGiovanni Meli

#### Don Chisciotti e Sanciu Panza (Cantu quintu)
(~1790)
Stracanciatu di notti soli jiri;
S'ammuccia ntra purtuni e cantuneri;
cu vacabunni ci mustra piaciri;
poi lu so sbiu sunnu li sumeri,
li pruteggi e li pigghia a ben vuliri,
li tratta pri parenti e amici veri;
siccomu ancura è n'amicu viraci
di li bizzari, capricciusi e audaci.

### Uittreksel vanNinu Martogliu

#### Briscula 'n Cumpagni
(~1900)
—Càrricu, mancu? Cca cc'è 'n sei di spati!...
—E chi schifiu è, di sta manera?
Don Peppi Nnappa, d'accussì jucati?
—Misseri e sceccu ccu tutta 'a tistera,
comu vi l'haju a diri, a vastunati,
ca mancu haju sali di salera!
Talen: Algherees · Arbëresh · Arpitaans · Duits · Emiliaans · Frans · Friulisch · Gallurese · Griko · Italiaans · Ladinisch · Ligurisch · Napolitaans · Ouddalmatisch · Piëmontees · Romagnools · Sardijns · Siciliaans · Sloveens · Valdostaans · Venetiaans